# Euophrys littoralis
Euophrys littoralis är en spindelart som beskrevs av Soyer 1959. Euophrys littoralis ingår i släktet Euophrys och familjen hoppspindlar. Inga underarter finns listade i Catalogue of Life.